# Androsthenes von Thasos
Androsthenes von Thasos (altgriechisch Ἀνδροσθένης ὁ Θάσιος) war ein Teilnehmer des Asienfeldzugs Alexanders des Großen und Autor eines Reiseberichts.
Androsthenes war Makedone und der Sohn eines Kallistratos. Er stammte von der Insel Thasos, bekam aber, wohl nach dem Tod Philipps II. 336 v. Chr., in Amphipolis Land zugesprochen. Er nahm wohl von Anfang an im Heer Alexanders an dessen Zug nach Asien teil, wird aber erst in Indien erwähnt. Dort nahm er 325 v. Chr. im Auftrag des makedonischen Königs als einer der Trierarchen an der von Nearchos geleiteten Flottenfahrt von der Indus-Mündung entlang der Küste bis zum Euphrat teil. 324/323 v. Chr. wurde er zur Erforschung der Küste Arabiens entsandt, im Rahmen der Vorbereitung des Arabien-Feldzugs Alexanders, der aber aufgrund des frühen Todes des Königs nicht durchgeführt wurde. Dabei kam Androsthenes als Befehlshaber eines Dreißigruderers bis zur Insel Tylos (eine der heutigen Bahrain-Inseln).
Wie Nearchos schrieb Androsthenes einen Reisebericht, der den Titel Die Umfahrung der indischen See (Ὁ τῆς Ἰνδικῆς παραπλοῦς) trug. Dieses Werk ist nicht erhalten geblieben, jedoch sind einige Fragmente bekannt, die u. a. von der Perlenfischerei und von der Zuträglichkeit des salzigen Wassers der Insel Tylos für die Pflanzen berichten. Der Autor gab eine genaue Schilderung der indischen Perlmuscheln. Eratosthenes entnahm Androsthenes’ Schrift die auf 10.000 Stadien geschätzte Ausdehnung der arabischen Küste des Persischen Golfs. Vielleicht war Androstehenes ein Freund des Botanikers Theophrastos von Eresos.

## Ausgaben der Fragmente
- Felix Jacoby: Androsthenes von Thasos (Nr. 711). In: Felix Jacoby (Hrsg.): Die Fragmente der griechischen Historiker. Teil III. Brill, Leiden 1958 (Edition der 5 Fragmente und 4 Testimonien).
- Duane W. Roller: Androsthenes of Thasos (711). In: Jacoby Online. Brill’s New Jacoby. Teil III. Herausgegeben von Ian Worthington. Brill, Leiden 2008 (doi:10.1163/1873-5363_bnj_a711; Ausgabe mit englischer Übersetzung, Kommentar und biographischem Essay).